# Kozioł koło Strzemieszyc
Kozioł (koło Strzemieszyc) – niewielkie osiedle w północno-zachodniej części Sławkowa, na zachód od centrum miasta.
Kozioł jest przedłużeniem osiedla znajdującego się obecnie w granicach Strzemieszyc Wielkich w Dąbrowie Górniczej. W granicach Sławkowa znajduje się jedynie niewielka boczna ulica ul. Strzemieszyckiej z dziesięcioma posesjami.
W latach 1870–1954 w gminie zbiorowej Sławków w powiecie olkuskim w woj. kieleckim.
1 lutego 1977 Sławków (z Kozłem) został włączony do Dąbrowy Górniczej, a od 15 marca 1984 Sławków jest znów samodzielnym miastem.
Uwaga: Na terenie Sławkowa znajduje się także drugi obszar o nawie Kozioł.